# Calle de Luciente
La calle de Luciente es una vía pública de la ciudad española de Madrid, situada en el barrio de Palacio, distrito Centro.

## Descripción
La vía discurre desde la calle del Humilladero hasta la de las Tabernillas. Figura en el plano de Espinosa con la denominación de «calle del Reloj». Aparece descrita en Las calles de Madrid (1889) de Hilario Peñasco de la Puente y Carlos Cambronero con las siguientes palabras:

Luciente. Entre las calles del Humilladero y de las Tabernillas. Se ha llamado también del Reloj, y así aparece en el plano de Espinosa; en el de Texeira se la denomina de Occidente, pero suponemos que es una de sus muchas equivocaciones. Tradición.—El nombre de la calle proviene de que en ella vivía y fué dueño del terreno que la forma, un hermano de la V. O. T. de San Francisco, llamado Alfonso Luciente.
(Peñasco de la Puente y Cambronero, 1889, p. 304)